# TJ Lokomotiva Česká Lípa

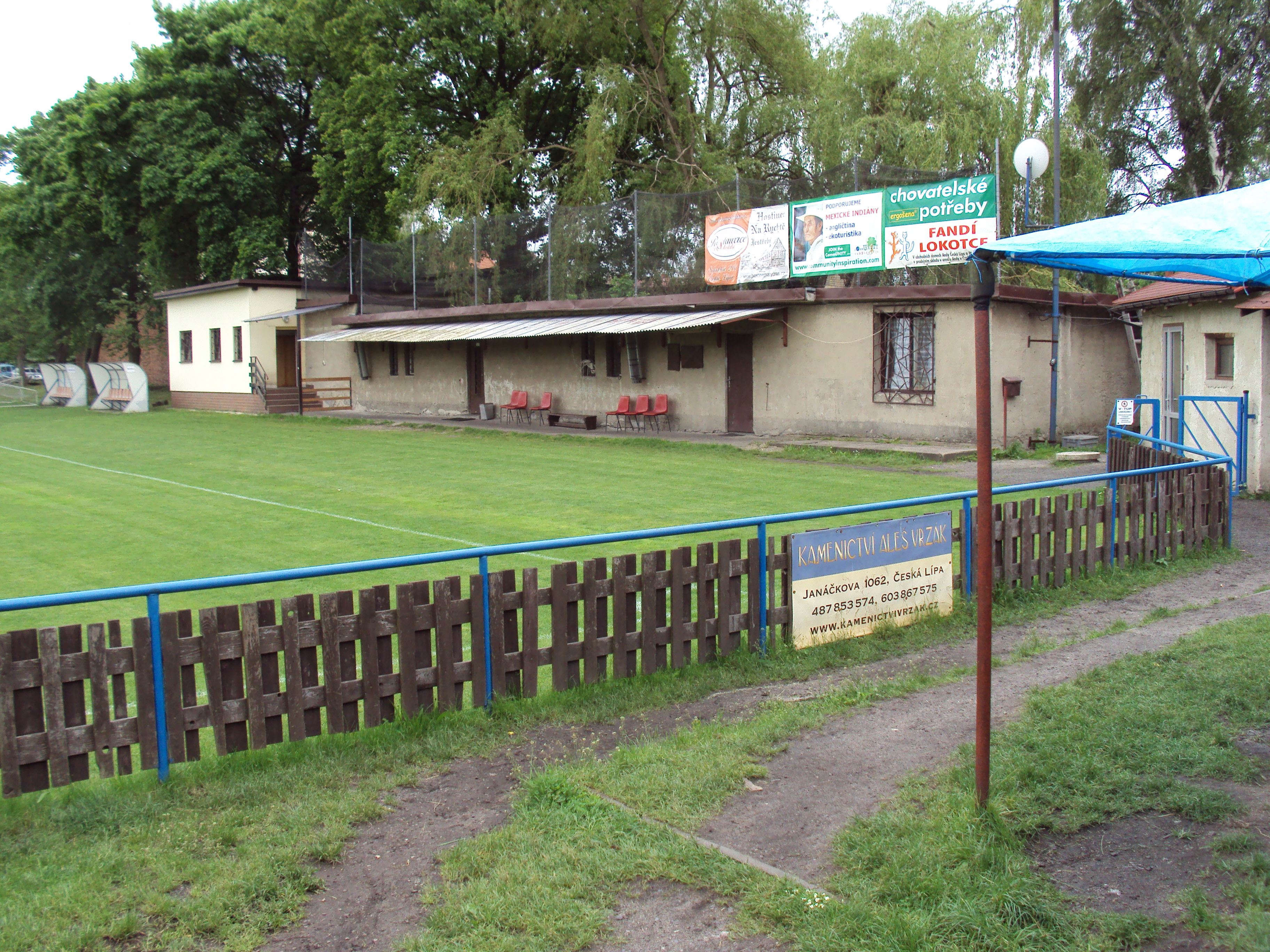
Část fotbalového hřiště Lokomotivy

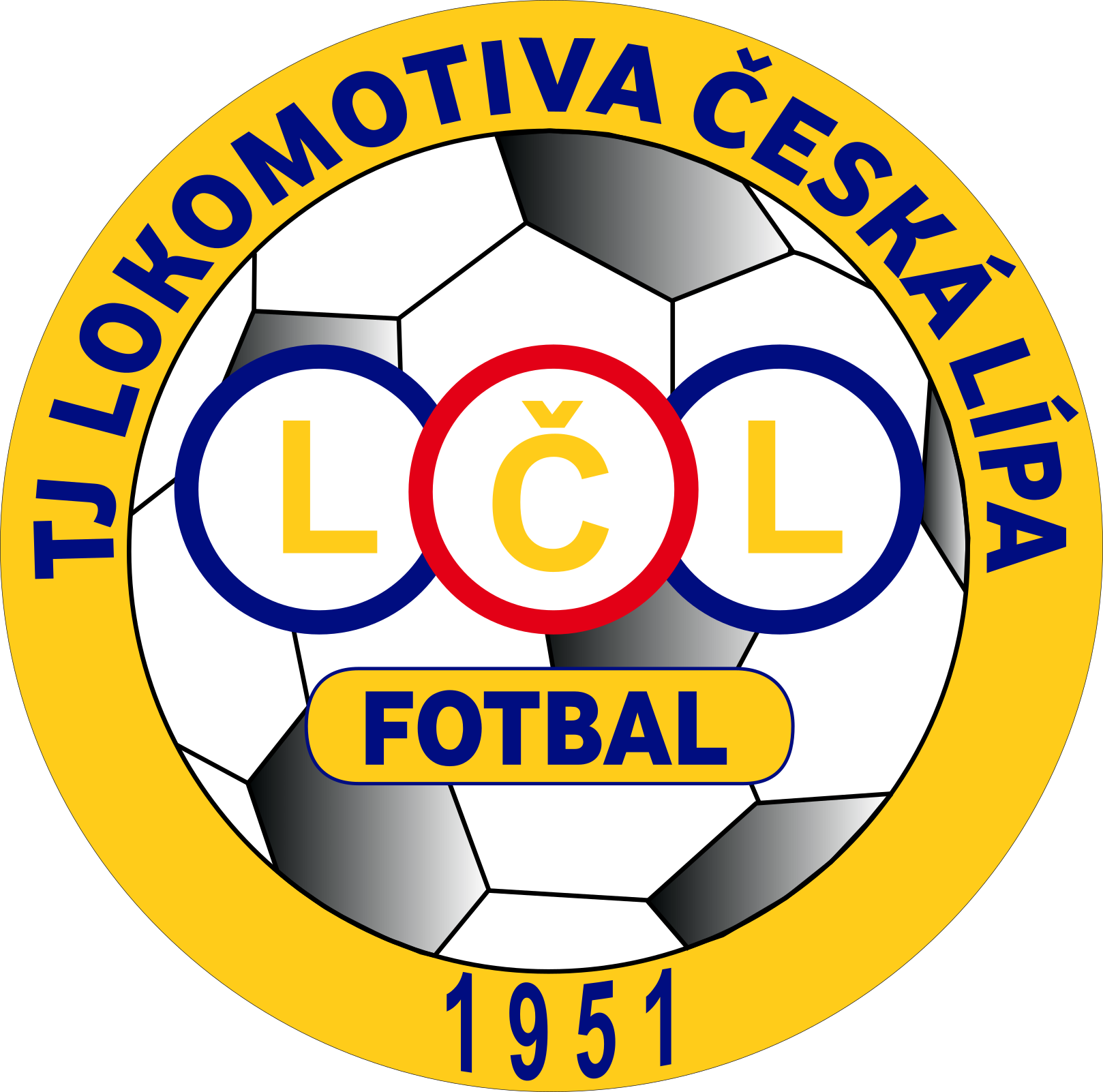
Logo klubu

TJ Lokomotiva Česká Lípa je českolipský sportovní klub. V tělovýchovné jednotě Lokomotivy je sdruženo šest sportů, z toho čtyři míčové a dva kontaktní – fotbal, volejbal, stolní tenis, házená, judo a aikido.

## Fotbal
Fotbalový oddíl TJ Lokomotiva Česká Lípa hraje své zápasy na původním hřišti u hlavního železničního nádraží.Hrací plocha se ze škvárového povrchu proměnila v kvalitní travnatou s přilehlým tréninkovým hřištěm pro mládež a obě tyto plochy mají automatické zavlažování.Areál prošel revitalizací zázemí a byla vybudována nová tribuna u hlavního hřiště.Mužské týmy hrají v krajských a okresních soutěžích, klub navíc disponuje silnou mládežnickou základnou od nejmenších hráčů až po dorostence. Od roku 2019 se Lokomotiva stala oficiálním partnerským klubem SK Slavia Praha.Motto klubu - Loko v srdci,srdce v Lokotce..Aktuální informace o dění v klubu můžete najít na sociálních sítích (Facebook a Instagram)  TJ Lokomotiva Česká Lípa

### Historie
Vznik klubu se datuje v roce 1951. Ve svých začátcích se dlouhé roky dělil o škvárové hřiště se Spartakem, předchůdcem dnešního Arsenalu Česká Lípa. Největší úspěchy zažila Lokomotiva už ve svých začátcích, když v roce 1958 postoupila do divize a poté i do třetí nejvyšší soutěže pod vedením trenéra Václava Ježka (1957 – 1959), pozdějšího trenéra mistrů Evropy v roce 1976 v Jugoslávii a také AC Sparty Praha, s níž získal šest mistrovských titulů.
Úspěšná byla také mládež Lokomotivy, jejíž dorost se v roce 1959 dostal až do dorostenecké ligy, kde nastupoval proti nejlepším týmům z Česka a při venkovních zápasech měl dokonce nárok na 1 Kč z každé prodané vstupenky.

### A muži
Fotbalový A tým hraje v 1.B třídě západ Libereckého kraje..

### B muži
Rezervní tým Lokomotivy hraje nejnižší Okresní soutěž Českolipska OS Západ, kde v posledních letech neúspěšně bojoval o postup.   
MLÁDEŽ
V Lokomotivě působí celky od těch nejmenších U5 až po starší dorost U19.Všechny věkové kategorie se pohybují od krajské po okresní úroveň.

## Volejbal

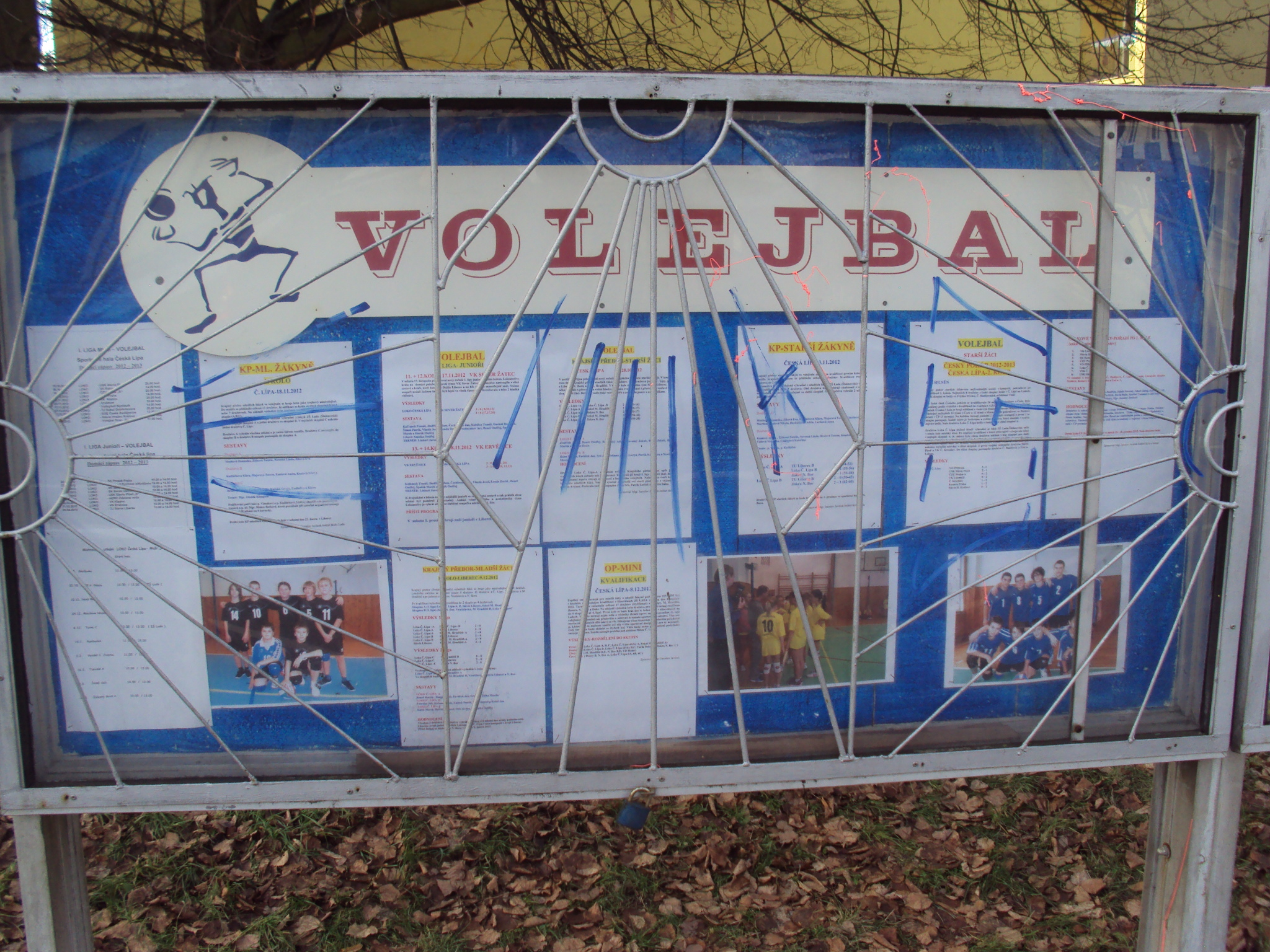
Vývěska volejbalistů

V TJ Lokomotiva Česká Lípa je největší volejbalový oddíl v českolipském okrese. Má devět družstev, které trénují kvalifikovaní trenéři. A družstvo mužů hraje od roku 2010 I. ligu, zázemím je B tým. Mládežnickou líhní volejbalového klubu je družstvo dorostenců, kadeti a několik sportovních tříd na ZŠ Lada Česká Lípa. Mládežnická družstva starších žáků se každoročně umísťují na předních příčkách Českého poháru a zaznamenali také významné úspěchy na Mistrovství ČR (2002 – bronz, 2003 – zlato, 2011 – bronz). Oddíl vychoval zejména v prvním desetiletí jednadvacátého století několik extraligových hráčů, jejichž cesta do extraligy vedla nejčastěji přes Duklu Liberec, tedy oddíl, se kterým má volejbalová Lokomotiva tradičně dobré vztahy. Oddíl má 158 registrovaných členů.
Také tým mladších žáků pod trenéry Jaroslavem Linhartem a Josefe Vlasákem se prosadil, v červnu 2014 získal na Mistrovství republiky v Kolíně bronz.
V sezóně 2012/2013 prvoligový tým pod vedením trenéra Konstantina Chocholouše hrál v nově postavené sportovní hale vedle Kauflandu. Z kádru odešlo 5 hráčů. Domácí zápasy začínají 5. října 2012.
Sezónu 2012/2013 tým zvládl dobře, v I. lize skončil na 6. místě. Na turnaji v Dřevěnici v létě 2013 skončil v elitní I.A skupině desátý. Trenérem zůstává Konstantin Chocholouš, před novou sezónou došlo v týmu jen k jedné změně. Na jaře 2014 trenér Chocholouš oznámil, že z finančních důvodů oddíl druhou nejvyšší soutěž hrát nebude a on sám uvažuje o odchodu. V roce 17 se Česká Lípa přihlásila do 2. ligy.

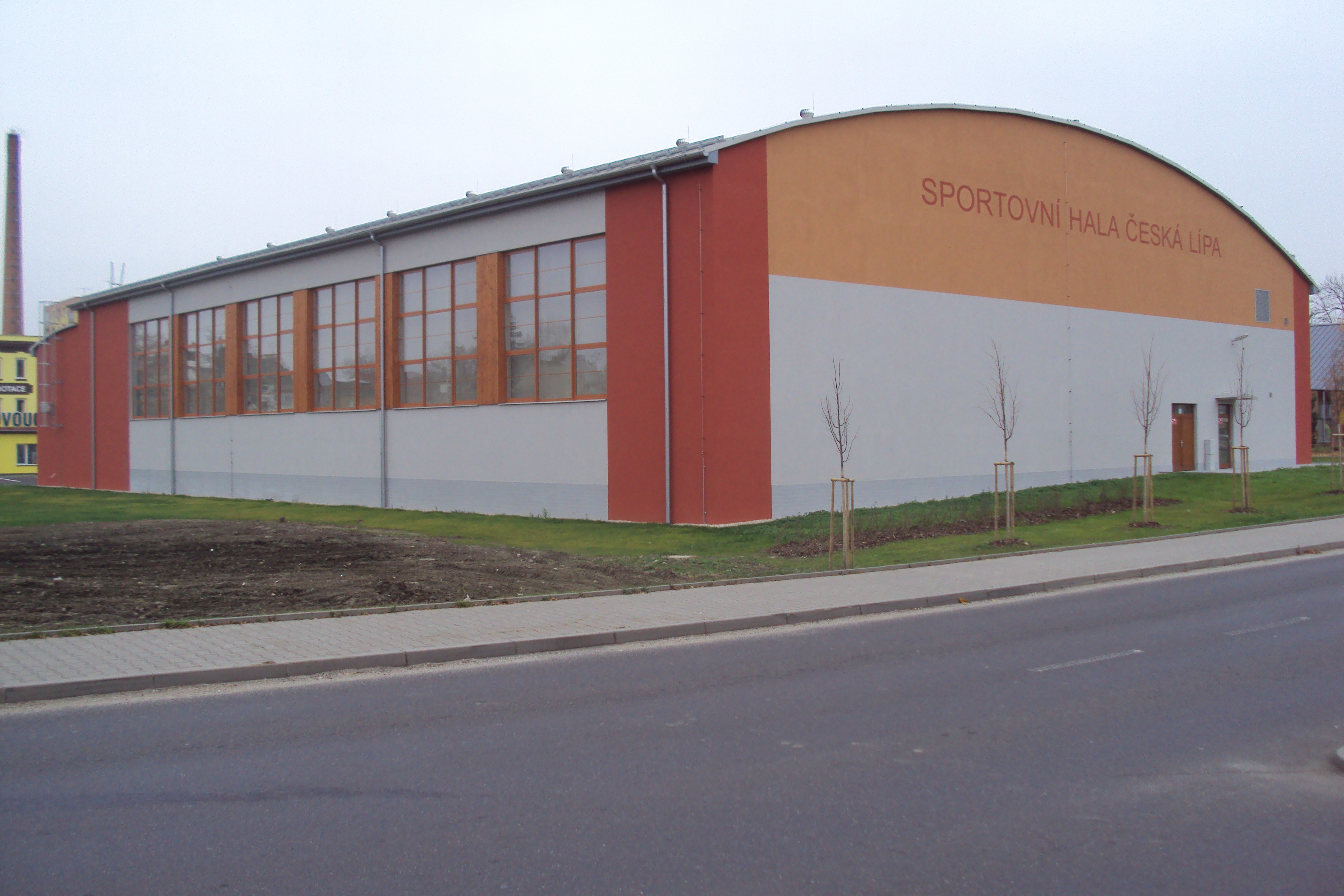
Nová sportovní hala u Kauflandu

## Házená

### Tým mužů
Muži Lokomotivy zakončili v červnu 2011 sezonu Severočeské ligy házenkářů na čtvrtém místě tabulky. Prezident oddílu Patrik Pavlíček o postup do II. ligy ani zájem neměl. V sezóně 2012 / 2013 se stárnoucí tým mužů zapojí do reorganizované soutěže Inter-regionální liga, která nahradí původní Severočeskou ligu házenkářů. Hrát budou na svém venkovním hřišti v areálu sousedícím s fotbalovým hřištěm vedle hlavního vlakového nádraží.
V sezoně 2013 / 2014 házenkáři oslavují 50 výročí házené v České Lípě a hrají Inter Reg Ligu pod trenérem Josefem Dubnem.

### Tým žáků
Žákovské družstvo vede několik let Josef Duben. Na podzim 2012 se zapojí do šesti turnajů.

## Stolní tenis
Oddíl hraje svá utkání přes 50 let v bývalém kulturním domě ŽOS. Herna bude nyní zmodernizována. Předsedou oddílu je v roce 2012 Ing Milata.

## Judo
V listopadu 2014 se řada závodníků oddílu zúčastnila s úspěchem silně obsazeného turnaje v německém Aue.

## Podpora města
Zastupitelstvo města rozhodlo v prosinci 2012 podpořit A. tým volejbalistů a oddíl juda, když každému z nich poslalo 100 000 Kč. Částky jsou zaslány na adresu TJ Lokomotiva Česká Lípa o.s., Mánesova 1580, Česká Lípa, IČ: 46750584.